# Parevania leucostoma
Parevania leucostoma är en stekelart som först beskrevs av Jean-Jacques Kieffer 1910.  Parevania leucostoma ingår i släktet Parevania och familjen hungersteklar. Inga underarter finns listade i Catalogue of Life.